# Retrato de Stéphane Mallarmé (Manet)
El Retrato de Stéphane Mallarmé es una conocida obra del pintor francés Édouard Manet, creada en 1876 y conservada en el Museo de Orsay de París.

## Descripción
Manet, a pesar de verse aquejado por una avalancha de críticas por la excesiva falta de escrúpulos de sus pinturas, pudo no obstante gozar de la amistad de los escritores más progresistas de su época. Después de Baudelaire y Zola, en efecto, conoció en el salón de Nina de Villard al poeta Stéphane Mallarmé, con quien entabló amistad inmediatamente. De hecho, los dos mantuvieron casi a diario conversaciones muy fructíferas, no solo sobre problemas poéticos y estéticos, sino también sobre gatos e incluso sobre moda femenina. Por eso, cuando Manet fue nuevamente ridiculizado por la crítica y el público, Mallarmé inmediatamente defendió el talento del pintor; ajeno a las típicas afectaciones del arte celebrado en los Salones, Mallarmé consideró que Manet fue "el único hombre que intentó abrir un nuevo camino a la pintura", como afirma en el artículo El jurado de pintura de 1874 y Monsieur Manet.
De esta íntima avenencia no solo artística sino también humana, surgió el retrato de Stéphane Mallarmé, que Manet pintó precisamente como forma de agradecimiento. La obra, de "extraordinaria naturalidad y fuerza expresiva" y "uno de los resultados más elevados y modernos de toda la carrera de Manet" según Marco Abate, es de muy reducidas dimensiones y retrata a Mallarmé en una pose muy vivaz, informal y poco convencional. En efecto, el literato tiene una actitud muy espontánea y relajada, apareciendo cómodamente recostado sobre unos cojines en el estudio (atelier) que Manet tenía en el barrio de Saint-Lazare. El mismo tapiz del fondo es el que en realidad adornaba las paredes del estudio del pintor, y es una escenografía muy habitual en los retratos de Manet de esta época, tanto que también aparece en la Dama de los abanicos.
Mallarmé tiene una actitud notablemente resolutiva y carismática. Su mano izquierda está metida en el bolsillo de su elegante abrigo, mientras que la otra mano, con un grueso cigarro entre los dedos índice y medio, descansa sobre una pila de papeles, como para llevar la cuenta durante una pausa de reflexión. En este caso, Manet evita imponer largas sesiones de posado a Mallarmé, y el retrato gana ciertamente en inmediatez. La composición (o, mejor aún, el encuadre, dada la analogía con un plano fotográfico) es deliberadamente desequilibrada, y las pinceladas son vigorosas pero muy rápidas y sintéticas: se alcanza así una tensión comunicativa sin precedentes que pocas veces se ve en retratos de Manet. Se conserva en el Museo de Orsay de París.